# Großer Preis von Belgien 2019
Der Große Preis von Belgien 2019 (offiziell Formula 1 Johnnie Walker Belgian Grand Prix 2019) fand am 1. September auf dem Circuit de Spa-Francorchamps in Spa statt und war das 13. Rennen der Formel-1-Weltmeisterschaft 2019.

## Bericht

### Hintergründe
Nach dem Großen Preis von Ungarn führte Lewis Hamilton in der Fahrerwertung mit 62 Punkten vor Valtteri Bottas und mit 69 Punkten vor Max Verstappen. In der Konstrukteurswertung führte Mercedes mit 150 Punkten vor Ferrari und mit 194 Punkten vor Red Bull Racing.
Beim Großen Preis von Belgien stellte Pirelli den Fahrern die Reifenmischungen P Zero Hard (weiß, Mischung C1), P Zero Medium (gelb, C2) und P Zero Soft (rot, C3) sowie für Nässe Cinturato Intermediates (grün) und Cinturato Full-Wets (blau) zur Verfügung.
Wie im Vorjahr gab es zwei DRS-Zonen auf der Strecke. Die erste Zone befand sich auf der Kemmel-Geraden, mit dem Messpunkt bei Kurve 2. Die zweite Zone befand sich auf der Start-Ziel-Geraden, der Messpunkt lag hier vor Kurve 18.
In der Sommerpause kam es zu einem Fahrertausch zwischen Red Bull Racing und der Scuderia Toro Rosso: Alexander Albon ersetzte ab diesem Grand Prix Pierre Gasly bei Red Bull Racing, Gasly nahm im Gegenzug Albons Platz bei Toro Rosso ein.
Verstappen (sieben), Sebastian Vettel (sechs), Romain Grosjean, Daniel Ricciardo, Lance Stroll (jeweils fünf), Antonio Giovinazzi, Sergio Pérez (jeweils vier), Kevin Magnussen (drei), Hamilton, Daniil Kwjat, Carlos Sainz jr. (jeweils zwei), Gasly und George Russell (jeweils einer) gingen mit Strafpunkten ins Rennwochenende.
Mit Kimi Räikkönen (viermal), Hamilton, Vettel (jeweils dreimal) und Ricciardo (einmal) traten vier ehemalige Sieger zu diesem Grand Prix an.
Als Rennkommissare für dieses Rennwochenende fungierten Gerd Ennser (DEU), Steve Chopping (AUS), Emanuele Pirro (ITA) und Yves Bacquelaine (BEL).

### Training
Im ersten freien Training fuhr Vettel mit einer Rundenzeit von 1:44,574 Minuten die Bestzeit vor Charles Leclerc und Verstappen.
Im zweiten freien Training war Leclerc mit einer Rundenzeit von 1:44,123 Minuten Schnellster vor Vettel und Bottas. Das Training wurde kurz vor dem Ende abgebrochen, nachdem Pérez mit einem technischen Defekt am Streckenrand stehen geblieben war.
Im dritten freien Training war Leclerc erneut Schnellster, diesmal mit einer Rundenzeit von 1:44,206 Minuten. Zweiter wurde abermals Vettel vor Bottas. Das Training wurde nach einem Unfall von Hamilton kurzzeitig unterbrochen.

### Qualifying
Das Qualifying bestand aus drei Teilen mit einer Nettolaufzeit von 45 Minuten. Im ersten Qualifying-Segment (Q1) hatten die Fahrer 18 Minuten Zeit, um sich für das Rennen zu qualifizieren. Alle Fahrer, die im ersten Abschnitt eine Zeit erzielten, die maximal 107 Prozent der schnellsten Rundenzeit betrug, qualifizierten sich für den Grand Prix. Die besten 15 Fahrer erreichten den nächsten Teil. Leclerc war Schnellster. Robert Kubica setzte wegen eines technischen Problems keine Rundenzeit und qualifizierte sich nicht für den Grand Prix. Neben ihm schieden Russell, die beiden Toro Rosso-Piloten und Sainz jr. aus. Der Abschnitt wurde rund eine Minute vor dem Ende abgebrochen, nachdem Giovinazzi sein Fahrzeug mit einem technischen Defekt am Streckenrand abgestellt hatte.
Der zweite Abschnitt (Q2) dauerte 15 Minuten. Die schnellsten zehn Piloten qualifizierten sich für den dritten Teil des Qualifyings und mussten mit den hier verwendeten Reifen das Rennen starten, alle übrigen Piloten hatten freie Reifenwahl für den Rennstart. Leclerc war erneut Schnellster. Giovinazzi nahm nach dem technischen Defekt an seinem Fahrzeug an diesem Abschnitt nicht teil. Neben ihm schieden Albon, Stroll, Lando Norris und Grosjean aus.
Der finale Abschnitt (Q3) ging über eine Zeit von zwölf Minuten, in denen die ersten zehn Startpositionen vergeben wurden. Leclerc fuhr mit einer Rundenzeit von 1:42,519 Minuten die Bestzeit vor Vettel und Hamilton. Es war die dritte Pole-Position für Leclerc in der Formel-1-Weltmeisterschaft.
Sainz jr. wurde wegen der Verwendung des fünften Verbrennungsmotors in dieser Saison um fünf Startplätze nach hinten versetzt. Albon wurde wegen der Verwendung des vierten Verbrennungsmotors, des vierten Turboladers, der vierten MGU-H, der dritten MGU-K, des dritten Energiespeichers und der dritten Kontrollelektronik in dieser Saison ans Ende des Feldes rückversetzt. Kwjat wurde wegen der Verwendung des fünften Verbrennungsmotors, des fünften Turboladers, der fünften MGU-H und der vierten MGU-K in dieser Saison ans Ende des Feldes rückversetzt. Wegen eines vorzeitigen Getriebewechsels erhielt er eine weitere Rückversetzung um fünf Startplätze. Nico Hülkenberg wurde wegen der Verwendung des sechsten Verbrennungsmotors in dieser Saison um fünf Positionen nach hinten versetzt. Stroll wurde wegen der Verwendung des vierten Verbrennungsmotors, des vierten Turboladers und der vierten MGU-H und der vierten MGU-K in dieser Saison ans Ende des Feldes rückversetzt. Ricciardo wurde wegen der Verwendung des fünften Verbrennungsmotors in dieser Saison um fünf Positionen nach hinten versetzt.
Nach dem Qualifying verunglückte im Hauptrennen der FIA-Formel-2-Meisterschaft der Renault-Nachwuchspilot Anthoine Hubert bei einem Unfall tödlich. Mehrere Teams und Fahrer brachen daraufhin Medientermine und weitere Veranstaltungen ab oder sagten noch anstehende Termine für den Abend ab.

### Rennen
Vor dem Rennen wurde eine Schweigeminute eingelegt, um an den französischen Fahrer Hubert zu erinnern.
Beim Start behielt Leclerc die Führung, während der andere Ferrari-Pilot, Vettel, den zweiten Platz an Hamilton abgab. Dahinter prallte Verstappen in der ersten Kurve gegen den Alfa Romeo von Räikkönen: In Eau Rouge endete das Rennen für den Niederländer, der gegen die Leitplanken stieß, während der Finne gezwungen war, an der Box anzuhalten, um den Frontflügel auszutauschen. Es gab derweil auch Kontakt zwischen Ricciardo und Stroll, welcher ohne Folgen blieb.
Auf der folgenden Kemmel-Geraden überholte Vettel erneut Hamilton, kurz bevor die Rennleitung das Safety-Car auf die Strecke schickte. In der Rangliste lag das Ferrari-Duo vor den beiden Mercedes-Piloten und Norris. Als die Rennleitung bereits das Ende der Safety-Car-Phase angekündigt hatte, stoppte auch der McLaren von Sainz jr. in der letzten Schikane: Die Safety-Car-Phase wurde daher verlängert.
Beim Restart blockierten bei Vettel die Räder und er konnte Leclerc nicht angreifen, sondern musste auf Hamilton aufpassen. Die Rangliste der Spitzenplätze ändert sich erst in der zehnten Runde, wenn Pérez Magnussen für den siebten Platz überholte. Allerdings war das Auto des Dänen nicht konkurrenzfähig, so dass Magnussen in den folgenden Runden mehrere Positionen verlor.
In Runde 14 folgte der erste Boxenstopp zum Reifenwechsel für Gasly, der Achter war. Zwei Runden später stoppten auch Vettel und Pérez.
In der 19. Runde beschloss die FIA, an den am Vortag verstorbenen Hubert zu erinnern, der mit der Startnummer 19 fuhr: Alle anwesenden Zuschauer zollten dem französischen Fahrer mit langem Applaus ihre Respekt. In der 20. Runde wechselte Norris, der Fünfter war, die Reifen und behielt seine Position dank eines Überholmanövers gegen Kwjat.
Leclerc stoppte in Runde 22, nutzte Medium-Reifen und kehrte hinter Vettel ins Rennen zurück. Hamilton wartete auf die nächste Runde und kam deutlich hinter dem Ferrari-Duo wieder zurück. Auf dem vierten Platz lag Bottas, der in Runde 24 anhielt, vor Norris, Giovinazzi, Kwjat (die noch nicht angehalten hatten), dann Ricciardo und Pérez.
Vettels Reifen ließen bald nach, so dass der Deutsche in Runde 27 die Führung an Leclerc übergab. Vettel musste sich dann gegen Hamiltons Angriffe wehren und schaffte es sogar, sich für ein paar Runden zu verteidigen. Hamilton behielt dann auf der langen Geraden in der 32. Runde die Oberhand und konnte Vettel überholen. Nach ein paar weiteren Runden machte Vettel seinen zweiten Stopp und entschied sich für weiche Reifen.
Leclerc führte das Rennen mit einem Vorsprung von 6,5 Sekunden vor Hamilton an, der wiederum vor Bottas lag. Es folgten Vettel, Norris, Pérez, Ricciardo, Kwjat und Albon. Der thailändische Fahrer überholte Kwjat in der 38. Runde. In den folgenden Runden fiel Ricciardo in der Gesamtwertung zurück und verlor vier Positionen.
In den letzten Runden schrumpfte Leclercs Vorsprung vor Hamilton. In der letzten Runde drehte sich Giovinazzi, zu diesem Zeitpunkt Neunter, während Norris zu Beginn seiner letzten Runde gezwungen war, sein Auto auf der Start-Ziel-Geraden abzustellen. Die gelben Flaggen halfen dem Monegassen, Hamiltons Angriff zu vermeiden. Ebenfalls in der letzten Runde überholte Albon Pérez und belegte den fünften Platz.
Leclerc gewann schließlich das Rennen vor Hamilton und Bottas. Es war der erste Sieg für Leclerc und zugleich der erste Sieg eines monegassischen Fahrers in der Formel-1-Weltmeisterschaft. Für Ferrari war es der erste Sieg seit dem Großen Preis der USA 2018. Die restlichen Punkteplatzierungen belegten Vettel, Albon, Pérez, Kwjat, Hülkenberg, Gasly und Stroll. Da Vettel die schnellste Rennrunde erzielte, erhielt er einen zusätzlichen Punkt.
In der Fahrer- und Konstrukteurswertung blieben die ersten drei Positionen unverändert.

## Meldeliste
| Team                             | Nr. | Fahrer             | Chassis                       | Motor                         | Reifen |
| -------------------------------- | --- | ------------------ | ----------------------------- | ----------------------------- | ------ |
| Mercedes-AMG Petronas Motorsport | 44  | Lewis Hamilton     | Mercedes-AMG F1 W10 EQ Power+ | Mercedes-AMG F1 M10 EQ Power+ | P      |
| Mercedes-AMG Petronas Motorsport | 77  | Valtteri Bottas    | Mercedes-AMG F1 W10 EQ Power+ | Mercedes-AMG F1 M10 EQ Power+ | P      |
| Scuderia Ferrari                 | 05  | Sebastian Vettel   | Ferrari SF90                  | Ferrari 064                   | P      |
| Scuderia Ferrari                 | 16  | Charles Leclerc    | Ferrari SF90                  | Ferrari 064                   | P      |
| Aston Martin Red Bull Racing     | 33  | Max Verstappen     | Red Bull Racing RB15          | Honda RA619H                  | P      |
| Aston Martin Red Bull Racing     | 23  | Alexander Albon    | Red Bull Racing RB15          | Honda RA619H                  | P      |
| Renault F1 Team                  | 03  | Daniel Ricciardo   | Renault R.S.19                | Renault E-Tech 19             | P      |
| Renault F1 Team                  | 27  | Nico Hülkenberg    | Renault R.S.19                | Renault E-Tech 19             | P      |
| Rich Energy Haas F1 Team         | 08  | Romain Grosjean    | Haas VF-19                    | Ferrari 064                   | P      |
| Rich Energy Haas F1 Team         | 20  | Kevin Magnussen    | Haas VF-19                    | Ferrari 064                   | P      |
| McLaren F1 Team                  | 55  | Carlos Sainz jr.   | McLaren MCL34                 | Renault E-Tech 19             | P      |
| McLaren F1 Team                  | 04  | Lando Norris       | McLaren MCL34                 | Renault E-Tech 19             | P      |
| SportPesa Racing Point F1 Team   | 11  | Sergio Pérez       | Racing Point RP19             | BWT Mercedes                  | P      |
| SportPesa Racing Point F1 Team   | 18  | Lance Stroll       | Racing Point RP19             | BWT Mercedes                  | P      |
| Alfa Romeo Racing                | 07  | Kimi Räikkönen     | Alfa Romeo Racing C38         | Ferrari 064                   | P      |
| Alfa Romeo Racing                | 99  | Antonio Giovinazzi | Alfa Romeo Racing C38         | Ferrari 064                   | P      |
| Red Bull Toro Rosso Honda        | 26  | Daniil Kwjat       | Scuderia Toro Rosso STR14     | Honda RA619H                  | P      |
| Red Bull Toro Rosso Honda        | 10  | Pierre Gasly       | Scuderia Toro Rosso STR14     | Honda RA619H                  | P      |
| ROKiT Williams Racing            | 63  | George Russell     | Williams FW42                 | Mercedes-AMG F1 M10 EQ Power+ | P      |
| ROKiT Williams Racing            | 88  | Robert Kubica      | Williams FW42                 | Mercedes-AMG F1 M10 EQ Power+ | P      |
| ROKiT Williams Racing            | 40  | Nicholas Latifi    | Williams FW42                 | Mercedes-AMG F1 M10 EQ Power+ | P      |

Anmerkungen
1. 1 2  Der Williams mit der Startnummer 40 wurde im ersten freien Training für Latifi eingesetzt. Russell übernahm das Fahrzeug anschließend für das restliche Rennwochenende mit seiner Startnummer 63.

## Klassifikationen

### Qualifying
| Pos.                                                                      | Fahrer             | Konstrukteur              | Q1         | Q2         | Q3       | Start |
| ------------------------------------------------------------------------- | ------------------ | ------------------------- | ---------- | ---------- | -------- | ----- |
| 01                                                                        | Charles Leclerc    | Ferrari                   | 1:43,587   | 1:42,938   | 1:42,519 | 01    |
| 02                                                                        | Sebastian Vettel   | Ferrari                   | 1:44,109   | 1:43,037   | 1:43,267 | 02    |
| 03                                                                        | Lewis Hamilton     | Mercedes                  | 1:45,260   | 1:43,592   | 1:43,282 | 03    |
| 04                                                                        | Valtteri Bottas    | Mercedes                  | 1:45,141   | 1:43,980   | 1:43,415 | 04    |
| 05                                                                        | Max Verstappen     | Red Bull Racing-Honda     | 1:44,622   | 1:44,132   | 1:43,690 | 05    |
| 06                                                                        | Daniel Ricciardo   | Renault                   | 1:45,560   | 1:44,103   | 1:44,257 | 10    |
| 07                                                                        | Nico Hülkenberg    | Renault                   | 1:45,899   | 1:44,549   | 1:44,542 | 12    |
| 08                                                                        | Kimi Räikkönen     | Alfa Romeo Racing-Ferrari | 1:45,842   | 1:44,140   | 1:44,557 | 06    |
| 09                                                                        | Sergio Pérez       | Racing Point-BWT Mercedes | 1:45,732   | 1:44,707   | 1:44,706 | 07    |
| 10                                                                        | Kevin Magnussen    | Haas-Ferrari              | 1:45,839   | 1:44,738   | 1:45,086 | 08    |
| 11                                                                        | Romain Grosjean    | Haas-Ferrari              | 1:45,694   | 1:44,797   | –        | 09    |
| 12                                                                        | Lando Norris       | McLaren-Renault           | 1:46,154   | 1:44,847   | –        | 11    |
| 13                                                                        | Lance Stroll       | Racing Point-BWT Mercedes | 1:46,000   | 1:45,047   | –        | 17    |
| 14                                                                        | Alexander Albon    | Red Bull Racing-Honda     | 1:45,528   | 1:45,799   | –        | 18    |
| 15                                                                        | Antonio Giovinazzi | Alfa Romeo Racing-Ferrari | 1:45,637   | keine Zeit | –        | 13    |
| 16                                                                        | Pierre Gasly       | Scuderia Toro Rosso-Honda | 1:46,435   | –          | –        | 14    |
| 17                                                                        | Carlos Sainz jr.   | McLaren-Renault           | 1:46,507   | –          | –        | 16    |
| 18                                                                        | Daniil Kwjat       | Scuderia Toro Rosso-Honda | 1:46,518   | –          | –        | 19    |
| 19                                                                        | George Russell     | Williams-Mercedes         | 1:47,548   | –          | –        | 15    |
| 107-Prozent-Zeit: 1:50,838 min (bezogen auf Q1-Bestzeit von 1:43,587 min) |                    |                           |            |            |          |       |
| DNQ                                                                       | Robert Kubica      | Williams-Mercedes         | keine Zeit | –          | –        | 20    |

Anmerkungen
1. ↑  Ricciardo wurde wegen der Verwendung des fünften Verbrennungsmotors in dieser Saison um fünf Positionen nach hinten versetzt.
2. ↑  Hülkenberg wurde wegen der Verwendung des sechsten Verbrennungsmotors in dieser Saison um fünf Positionen nach hinten versetzt.
3. ↑  Stroll wurde wegen der Verwendung des vierten Verbrennungsmotors, des vierten Turboladers und der vierten MGU-H und der vierten MGU-K in dieser Saison ans Ende des Feldes rückversetzt.
4. ↑  Albon wurde wegen der Verwendung des vierten Verbrennungsmotors, des vierten Turboladers, der vierten MGU-H, der dritten MGU-K, des dritten Energiespeichers und der dritten Kontrollelektronik in dieser Saison ans Ende des Feldes rückversetzt.
5. ↑  Sainz jr. wurde wegen der Verwendung des fünften Verbrennungsmotors in dieser Saison um fünf Positionen nach hinten versetzt.
6. ↑  Kwjat wurde wegen der Verwendung des fünften Verbrennungsmotors, des fünften Turboladers, der fünften MGU-H und der vierten MGU-K in dieser Saison ans Ende des Feldes rückversetzt.
7. ↑  Kwjat wurde wegen eines vorzeitigen Getriebewechsels um fünf Positionen nach hinten versetzt.
8. ↑  Obwohl er sich nicht qualifiziert hatte, wurde Kubica erlaubt, das Rennen vom Ende des Feldes aus zu starten, da er im freien Training ausreichend schnell gewesen war.

### Rennen
| Pos. | Fahrer             | Konstrukteur              | Runden | Stopps | Zeit        | Startplatz | Schnellste Runde |
| ---- | ------------------ | ------------------------- | ------ | ------ | ----------- | ---------- | ---------------- |
| 01   | Charles Leclerc    | Ferrari                   | 44     | 1      | 1:23:45,710 | 01         | 1:46,664 (23.)   |
| 02   | Lewis Hamilton     | Mercedes                  | 44     | 1      | + 0,981     | 03         | 1:46,580 (24.)   |
| 03   | Valtteri Bottas    | Mercedes                  | 44     | 1      | + 12,585    | 04         | 1:46,465 (27.)   |
| 04   | Sebastian Vettel   | Ferrari                   | 44     | 2      | + 26,422    | 02         | 1:46,409 (36.)   |
| 05   | Alexander Albon    | Red Bull Racing-Honda     | 44     | 1      | + 1:21,325  | 17         | 1:47,507 (41.)   |
| 06   | Sergio Pérez       | Racing Point-BWT Mercedes | 44     | 1      | + 1:24,448  | 07         | 1:48,781 (29.)   |
| 07   | Daniil Kwjat       | Scuderia Toro Rosso-Honda | 44     | 1      | + 1:29,657  | 19         | 1:48,143 (26.)   |
| 08   | Nico Hülkenberg    | Renault                   | 44     | 2      | + 1:46,639  | 12         | 1:48,349 (34.)   |
| 09   | Pierre Gasly       | Scuderia Toro Rosso-Honda | 44     | 1      | + 1:49,168  | 13         | 1:49,700 (21.)   |
| 10   | Lance Stroll       | Racing Point-BWT Mercedes | 44     | 2      | + 1:49,838  | 16         | 1:48,357 (34.)   |
| 11   | Lando Norris       | McLaren-Renault           | 43     | 1      | DNF         | 11         | 1:48,321 (21.)   |
| 12   | Kevin Magnussen    | Haas-Ferrari              | 43     | 1      | + 1 Runde   | 08         | 1:48,677 (33.)   |
| 13   | Romain Grosjean    | Haas-Ferrari              | 43     | 1      | + 1 Runde   | 09         | 1:49,274 (18.)   |
| 14   | Daniel Ricciardo   | Renault                   | 43     | 1      | + 1 Runde   | 10         | 1:50,451 (21.)   |
| 15   | George Russell     | Williams-Mercedes         | 43     | 1      | + 1 Runde   | 14         | 1:48,860 (34.)   |
| 16   | Kimi Räikkönen     | Alfa Romeo Racing-Ferrari | 43     | 2      | + 1 Runde   | 06         | 1:48,753 (37.)   |
| 17   | Robert Kubica      | Williams-Mercedes         | 43     | 1      | + 1 Runde   | 20         | 1:49,220 (33.)   |
| 18   | Antonio Giovinazzi | Alfa Romeo Racing-Ferrari | 42     | 1      | DNF         | 18         | 1:47,560 (31.)   |
| –    | Carlos Sainz jr.   | McLaren-Renault           | 1      | 0      | DNF         | 15         | –                |
| –    | Max Verstappen     | Red Bull Racing-Honda     | 0      | 0      | DNF         | 05         | –                |

## WM-Stände nach dem Rennen
Die ersten zehn des Rennens bekamen 25, 18, 15, 12, 10, 8, 6, 4, 2 bzw. 1 Punkt(e). Zusätzlich gab es einen Punkt für die schnellste Rennrunde, da der Fahrer unter den ersten zehn landete.

### Fahrerwertung
| Pos. | Fahrer           | Konstrukteur                                      | Punkte |
| ---- | ---------------- | ------------------------------------------------- | ------ |
| 01   | Lewis Hamilton   | Mercedes                                          | 268    |
| 02   | Valtteri Bottas  | Mercedes                                          | 203    |
| 03   | Max Verstappen   | Red Bull Racing-Honda                             | 181    |
| 04   | Sebastian Vettel | Ferrari                                           | 169    |
| 05   | Charles Leclerc  | Ferrari                                           | 157    |
| 06   | Pierre Gasly     | Red Bull Racing-Honda / Scuderia Toro Rosso-Honda | 65     |
| 07   | Carlos Sainz jr. | McLaren-Renault                                   | 58     |
| 08   | Daniil Kwjat     | Scuderia Toro Rosso-Honda                         | 33     |
| 09   | Kimi Räikkönen   | Alfa Romeo Racing-Ferrari                         | 31     |
| 10   | Alexander Albon  | Scuderia Toro Rosso-Honda / Red Bull Racing-Honda | 26     |

| Pos. | Fahrer             | Konstrukteur              | Punkte |
| ---- | ------------------ | ------------------------- | ------ |
| 11   | Lando Norris       | McLaren-Renault           | 24     |
| 12   | Daniel Ricciardo   | Renault                   | 22     |
| 13   | Sergio Pérez       | Racing Point-BWT Mercedes | 21     |
| 14   | Nico Hülkenberg    | Renault                   | 21     |
| 15   | Lance Stroll       | Racing Point-BWT Mercedes | 19     |
| 16   | Kevin Magnussen    | Haas-Ferrari              | 18     |
| 17   | Romain Grosjean    | Haas-Ferrari              | 8      |
| 18   | Antonio Giovinazzi | Alfa Romeo Racing-Ferrari | 1      |
| 19   | Robert Kubica      | Williams-Mercedes         | 1      |
| 20   | George Russell     | Williams-Mercedes         | 0      |

### Konstrukteurswertung
| Pos. | Konstrukteur              | Punkte |
| ---- | ------------------------- | ------ |
| 1    | Mercedes                  | 471    |
| 2    | Ferrari                   | 326    |
| 3    | Red Bull Racing-Honda     | 254    |
| 4    | McLaren-Renault           | 82     |
| 5    | Scuderia Toro Rosso-Honda | 51     |

| Pos. | Konstrukteur              | Punkte |
| ---- | ------------------------- | ------ |
| 06   | Renault                   | 43     |
| 07   | Racing Point-BWT Mercedes | 40     |
| 08   | Alfa Romeo Racing-Ferrari | 32     |
| 09   | Haas-Ferrari              | 26     |
| 10   | Williams-Mercedes         | 1      |